# Центральний Ломбок
Центральний Ломбо́к (індонез. Lombok Tengah) — один з 8 округів у складі провінції Західна Південно-Східна Нуса у складі Індонезії. Розташована у центральній та південній частнах острова Ломбок. Адміністративний центр — селище Прая у районі Прая.
Населення — 881686 осіб (2013; 875231 в 2012, 868890 в 2011, 860209 в 2010, 856675 в 2009, 844105 в 2008).

## Адміністративний поділ
До складу округу входять 12 районів, 28 селищ та 111 сіл:
| Райони                | Населення, осіб (2010) | Населення, осіб (2012) | Центр          | Селища | Села |
| --------------------- | ---------------------- | ---------------------- | -------------- | ------ | ---- |
| Батукліанг            | 71512                  | 72468                  | Мантанг        | 3      | 7    |
| Батукліанг Північний  | 47268                  | 48304                  | Тератак        | 0      | 8    |
| Джанапрія             | 70176                  | 71501                  | Джанапрія      | 0      | 12   |
| Джонггат              | 89362                  | 90585                  | Пуюнг          | 3      | 10   |
| Копанг                | 75719                  | 76639                  | Копанг-Рембіга | 7      | 4    |
| Прая                  | 103405                 | 105518                 | Прая           | 9      | 6    |
| Прая Західна          | 69106                  | 70418                  | Батуджаї       | 1      | 9    |
| Прая Південно-Західна | 51280                  | 52135                  | Унгга          | 1      | 10   |
| Прая Східна           | 62736                  | 63653                  | Муджур         | 1      | 9    |
| Прая Центральна       | 59891                  | 60984                  | Батуньяла      | 2      | 10   |
| Прінггарата           | 62841                  | 64492                  | Прінггарата    | 1      | 10   |
| Пуджут                | 96913                  | 98534                  | Сенгкол        | 0      | 16   |